# Korselett

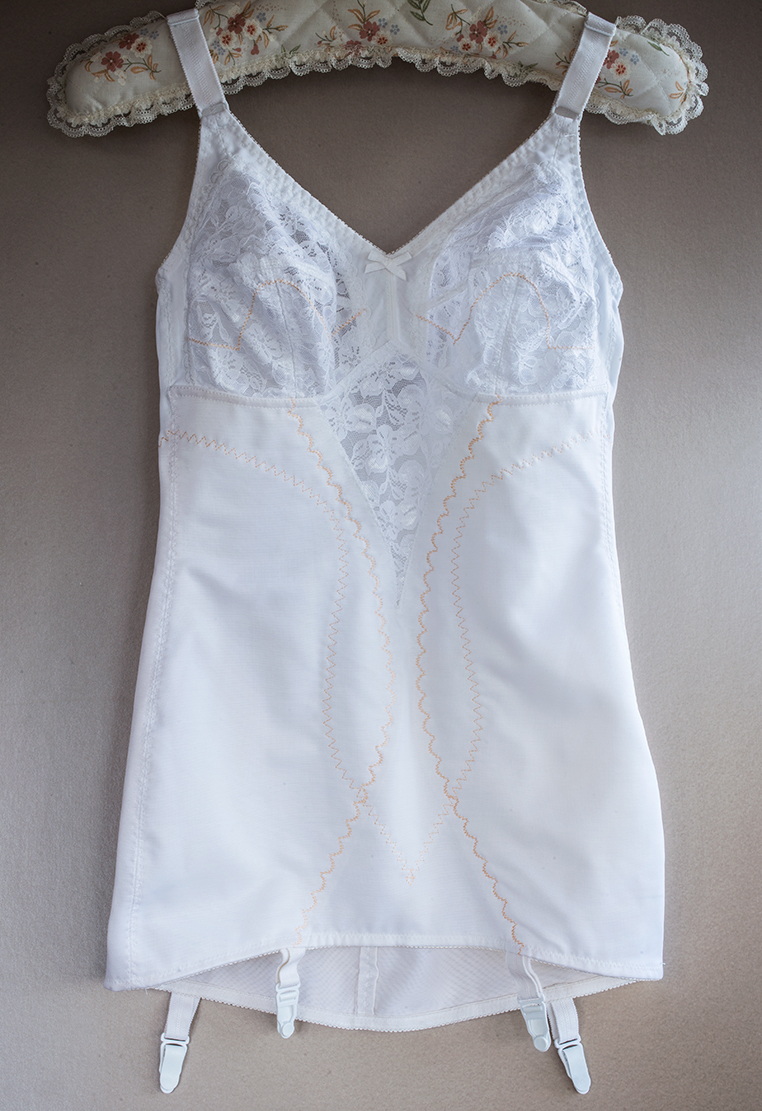
Vit korselett.

Korselett (franska corselet, "brynja", "klänningsliv" av corps, "kropp") är ett figurformande underplagg för kvinnor. En mjukare variant av korsetten som kan gå ner över stussen och vara försedd med strumpeband för att bära upp till exempel nylonstrumpor. Den lanserades på 1920-talet. På engelska och franska används ofta benämningen basque, "skört".
Varianter av korseletten är Glada änkan samt torsoletten, som fortfarande är populär under brudklänningar.